# Демська Орися Мар'янівна
Орися Мар'янівна Демська (25 листопада 1966, місто Борислав Львівської області) — українська мовознавиця, доктор філологічних наук, професор, організаторка і перша голова Національної комісії зі стандартів державної мови (в лютому 2020 — 9 лютого 2022), Великий Вчитель Української академії лідерства, член Комісії з питань найменувань Київської міської державної адміністрації, експерт у сфері науки, мовної політики та культури. Донька українського мовознавця, професора Мар'яна Демського, сестра письменниці, літературного критика, доктора філологічних наук Лесі Демської-Будзуляк.
Упродовж своєї професійної діяльності викладала у Дрогобицькому, Львівському, Вроцлавському, Варшавському, Ягелонському (Краків), Ґіссенському університетах, Києво-Могилянській академії. Є співавторкою першого українського словника омонімів, українсько-польського тематичного словника, праці про український лінгвоцид ХХ століття; авторкою наукових публікацій з лексикології, лексикографії, корпусної лінгвістики, соціолінгвістики, лінгвістичного ландшафту та політики простору.

### Дрогобицький державний педагогічний інститут імені Івана Франка
1984—1989 — студентка Дрогобицького державного педагогічного інституту ім. Івана Франка (тепер університет). Спеціальність: вчитель української мови і літератури, англійської мови. Диплом з відзнакою.
З 1989 по 1991 рік працювала асистентом та стажистом-дослідником кафедри методики гуманітарних дисциплін Дрогобицького державного педагогічного інституту ім. Івана Франка.

### Львівський національний університет імені Івана Франка
1991—2000 роки — Львівський національний університет імені Івана Франка. Розпочала роботу на посаді асистента кафедри української мови. З 1992 по 1995 рік навчалася в аспірантурі на кафедрі української мови. Захистила кандидатську дисертацію в 1996 році. З 1997 по 1999 рік працювала на кафедрі прикладного українського мовознавства.

### Інститут української мови Національної академії наук України
2000—2007 — Інститут української мови НАН України. 2003—2005 — заступник директора Інституту з наукової роботи.
Започаткувала дослідження з корпусної лінгвістики в українському мовознавстві публікацією низки статей у 2001, 2002, 2003 роках. У монографії «Основи національного корпусу української мови» (Київ 2005) вперше запропонувала системний підхід до осмислення сучасної української мови у парадигмі корпусної лінгвістики. У другій монографії «Текстовий корпус: ідея іншої форми» (Київ 2011) розбудувала ідею, концепцію, предметну галузь, архітектуру, засоби морфологічного кодування загального корпусу сучасної української мови як певної моделі організації мовного матеріалу для наукового вивчення та практичного застосування у процесах цифрового оброблення природної мови.
Дослідженням з корпусної лінгвістики передувала робота над державними стандартами з інформаційних технології. Наукова група, у роботі якої брала участь Орися Демська, під керівництвом професорки Ольги Перевозчикової розробила Державні стандарти України: ДСТУ 2001 Інформаційні технології: Архітектура відкритого розподіленого управління і підтримка загальної архітектури брокера об'єктних запитів (CORBA); ДСТУ 2001 Інформаційні технології: Настанова щодо POSIX-сумісних середовищ відкритих систем (POSIX-OSE).

### Національний університет «Києво-Могилянська академія»
2007—2020 — Національний університет «Києво-Могилянська академія». Працювала на кафедрі української мови доцентом кафедри, захистила докторську дисертацію, професором кафедри. В НаУКМА написала другу монографію з корпусної лінгвістики. Звершила роботу спільно з професором Янушем Ріґером над «Українсько-польським тематичним словником» (Львів 2007). Разом з професоркою Ларисою Масенко та Віктором Кубайчуком уклала збірник документів і матеріалів «Українська мова в ХХ сторіччі: історія лінгвоциду» (Київ 2005). Книжка перемогла у номінації «Політлікнеп» (сучасне українське суспільствознавство) на конкурсі «Книжка року 2005». Написала книжки «Фразеологія» (Київ 2008), «Вступ до лексикографії» (Київ 2010), «10 історій з омонімії» (Харків 2019). Реалізувала проєкти наукових видань Юрій Тарнавський «Знаннєва семантика» (2016), Мар'ян Демський «Українська фраземіка» (2019).
Увела до аналізу соціальних аспектів мови категорію модерності. З погляду опозиції модерність vs традиційність розглянула природу суспільної багатомовності. Обстоює концепцію набуття другої, третьої etc. мовної ідентичності, яка більше відповідає модерній, відкритій, полікультурній спільноті, на противагу концепту переходу з мови на мову, критично важливої для традиційної, закритої, монокультурної спільноти.

### Українська академія лідерства
З моменту заснування у 2014 році викладає в Українській академії лідерства. Є Великим вчителем УАЛ. Натхненниця проєкту УАЛ Liberal Arts для вчителів.

### Комісія з питань найменувань КМДА
З 2016 року входить до складу Комісії з питань найменувань КМДА.
Комісія з питань найменувань є постійним консультативно-дорадчим органом при Київському міському голові, утвореним з метою отримання фахових висновків з питань присвоєння, зміни, назв об'єктів міського простору, увічнення пам'яті видатних діячів і подій на території міста Києва, відновлення історичних найменувань. За ініціативою Орисі Демської у місті Києві були названі вулиці Зарубенецька, Омеляна Пріцака, парк Миколи Зерова.

### Національна комісія зі стандартів державної мови
2020—2022 — Національна комісія зі стандартів державної мови.
На виконання Закону України «Про забезпечення функціонування української мови як іноземної» в 2019 році було створено Національну комісію зі стандартів державної мови як центральний орган виконавчої влади зі спеціальним статусом, фактично перше в політичній історії української мови міністерство мови. Орися Демська увійшла до першого складу Комісії. Персональне призначення членів комісії відбулося 15 січня 2020 року. У лютому обрана першою Головою Національної комісії зі стандартів державної мови. Залишила посаду і вийшла зі складу Комісії на початку лютого 2022 року.
У 2020 році перед членами Комісії стояло завдання заснувати й розпочати роботу органу виконавчої влади, а також увести в дію норму Закону щодо організації іспиту на рівень володіння державною мовою для виконання службових обов'язків та набуття громадянства. Перші кроки Комісії припали на час пандемії. Проте на момент складання повноважень Орисі Демської на початку лютого 2022 року понад сто тисяч громадян і претендентів на громадянство склади іспит і отримати державний сертифікат про рівень володіння державною мовою.

### Викладання за кордоном
- 1996—1997 Вроцлавський університет (Польща, Вроцлав). Ад'юнкт. Курси «Лексикологія сучасної української мови», «Історія української мови з елементами історичної граматики».
- 2001, 2005 Московський державний університет (Росія, Москва). Курс лекцій «Стан і перспективи сучасної української лексикографії», «Українська лексикологія та лексикографія».
- 2002 Варшавський університет (Польща, Варшава). Курс лекцій: «Українська лексикографія другої половини XX — початку XXI століття».
- 2003, 2004 Варшавський університет, Міжнародна школа гуманітарних наук Східної і Центральної Європи (Uniwersytet Warszawski, Ośrodek Badań nad Tradycją Antyczną Uniwersytetu Warszawskiego). Курс лекцій «Теорія і практика кодування даних природної мови».
- 2013, 2014, 2015, 2016 Гіссенський університет імені Юстуса Лібіґа (Німеччина, земля Гессен). Гостьові курси «Українська шевченкографія: до 200 ліття поета», «Українська мова в сучасному світі», «Мова і влада», «Great Renaming»
- 2016 Ягелонський університет (Польща, Краків). Гостьові лекції «Велике перейменування», «Міць мови», «Українсько-польське словникарство».
- 2017—2018 Гіссенський університет ім. Юстуса Лібіґа (Німеччина, Гіссен). Курси лекцій «Мова і конфлікт», «Топонімний конфлікт».

### Авторські монографії, книжки та словники у співавторстві
Авторка та співавторка численних монографій, книг, словників, наукових статей українською, польською, англійською, французькою мовами.
- Словник омонімів української мови. — Львів: «Фенікс», 1996. (Співавторство з Ігорем Кульчицьким) http://www.twirpx.com/file/1226947/
- Основи сучасної української літературної мови. — Львів, 1998.
- Основи Національного корпусу української мови. — К.: ІУМ НАНУ, 2005.
- Українська мова у XX сторіччі: історія лінгвоциду: документи і матеріали. — К.: Видавничий дім «КМ Академія», 2005. (Співавторство з Ларисою Масенко та Віктором Кубайчуком).
- PROМОВА: Або де ми помиляємося. — К.: «Стандарт», 2006 (Авторський колектив Інституту української мови НАНУ та каналу СТБ).
- Українсько-польський тематичний словник. — Львів: Ви-во УКУ, 2007. (Співавторство з Янушем Ріґером)
- Фразеологія. — К.: Видавничий дім «Києво-Могилянська академія», 2008.
- Вступ до лексикографії. — К.: Видавничий дім «Києво-Могилянська академія», 2010.
- Текстовий корпус: ідея іншої форми. — К.: НаУКМА, 2011.
- 10 історій про омонімію. — Харків: Ранок, 2019.
- Державна мова. — Київ, 2022 (Авторський колектив кафедри українського ділового мовлення НА СБУ)
- Мова. Право. Безпека. — Київ, 2024 (Співавторство з Андрієм Черняком)
- Українська мова. Подорож з Бад-Емса до Страсбурга. — К.: Vivat, 2023 https://vivat.com.ua/product/ukrainska-mova-podorozh-iz-bad-emsa-do-strasburha/